# Szkokán Zoltán
Szkokán Zoltán (Disznóshorvát, 1930. június 6. – Miskolc, 2003) magyar nemzeti labdarúgó-játékvezető.

## Pályafutása
A játékvezetői vizsga megszerzését követően Borsod megyében különböző labdarúgó osztályokban szerezte meg a szükséges tapasztalatokat. Ellenőreinek, sportvezetőinek javaslatára lett országos NB II-es játékvezető. A legmagasabb labdarúgó osztályban 1968-ban debütálhatott, a Szeged–Videoton (2:1) találkozó vezetésével. Hatéves működés után 1974-ben, a Salgótarján–Haladás (1:1) bajnoki találkozó vezetésével búcsúzott az aktív pályafutástól. Első ligás mérkőzéseinek száma: 50
Több UEFA-kupa torna selejtező mérkőzésén, nemzetek közötti válogatott- és klubtalálkozókon segítette partbíróként a hazai éljátékvezetőket.